# Pseudonapomyza pyriformis
Pseudonapomyza pyriformis este o specie de muște din genul Pseudonapomyza, familia Agromyzidae, descrisă de Mitsuhiro Sasakawa în anul 2008.
Este endemică în Turcia. Conform Catalogue of Life specia Pseudonapomyza pyriformis nu are subspecii cunoscute.